# Blind (singel Hurts)
„Blind” – to utwór brytyjskiego synth popowego zespołu Hurts. Wydany został 20 maja 2013 roku przez wytwórnię płytową Major Label jako drugi singel zespołu z ich drugiego albumu studyjnego, zatytułowanego Exile. Twórcami tekstu są Hurts oraz Jonas Quant, który zajął się też jego produkcją. „Blind” zadebiutował na 52. pozycji na liście przebojów w Niemczech.

## Teledysk
Do singla nakręcono także teledysk, a jego reżyserią zajął się Nez Khammal. Podczas kręcenia teledysku doszło do wypadku, który mógł pozbawić Theo Hutchcrafta wzroku. Hutchcraft po wypadku i wizycie na pogotowiu wrócił na plan teledysku. Piosenkarz uznał, że założone szwy i siniaki doskonale wpisują się w tematykę utworu i przydają klipowi dramatyzmu.

## Pozycje na listach przebojów
| Kraj            | Lista (2013)    | Pozycja |
| --------------- | --------------- | ------- |
| Austria         | Singles Top 75  | 60      |
| Niemcy          | Top 100 Singles | 52      |
| Wielka Brytania | Singles Top 100 | 180     |